# 新汀杭县
新汀杭县（1934年6月—1935年1月）是中华苏维埃共和国福建省的一个县。
1935年1月，由新杭县和长汀县部分地区析置，治通贤障云岭燕子塔（在今福建省龙岩市上杭县北）。同年6月，废县。